# Batolito cornubiano

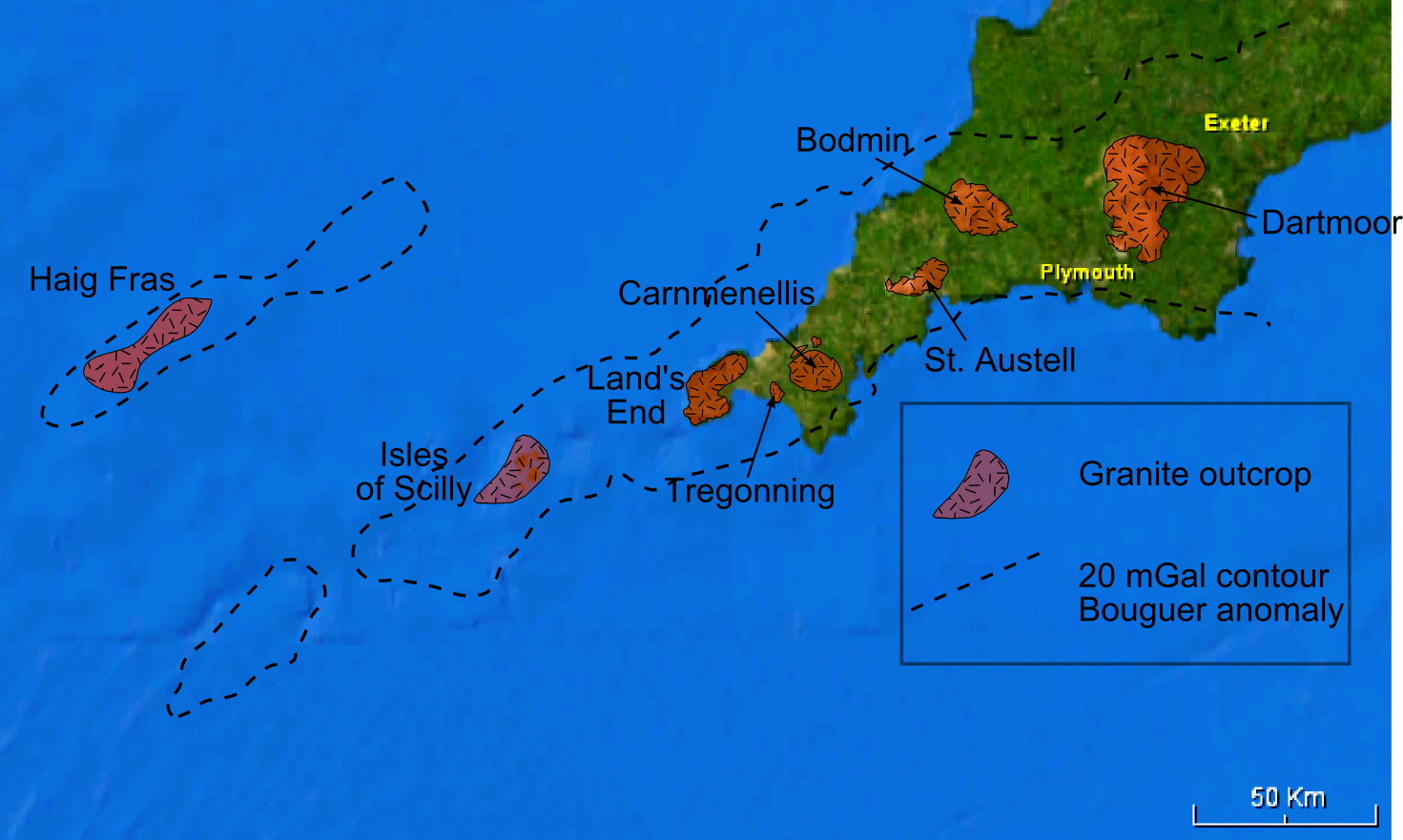
Batolito Cornubiano

El Batolito cornubiano es una asociación de intrusiones de granito que yacen en la penínisula sud-occidental de la isla de Gran Bretaña, la cual es la parte del Reino Unido.. Las principales masas expuestas a la superficie del batolito se pueden observar en Dartmoor, Bodmin Moor, St Austell, Carnmenellis, Land's End y en las Islas Sorlingas. El batolito se formó a inicios del periodo geológico Pérmico de 300 a 275 millones a años atrás, en la fase tardía de la orogenia varisca.